# Estadio Venustiano Carranza
El Estadio Olímpico Venustiano Carranza es un estadio utilizado como campo de fútbol ubicado en la ciudad colonial de Morelia, Michoacán, México. Tiene una capacidad aproximada para 17,600 personas cómodamente sentadas y alguna vez fue sede del club Atlético Morelia, el cual fue sustituido después de la construcción del Estadio Morelos en la ciudad de Morelia. Fue inaugurado el 21 de octubre de 1964 por el entonces Presidente de la República Adolfo López Mateos. El partido inaugural se llevó a cabo entre el Deportivo Morelia y el Club Botafogo de Brasil siendo el Marcador 1-2 a favor de los visitantes.
El inmueble hoy es utilizado para la práctica de Tercera División de México con el equipo   Club Atlético Valladolid y también  fútbol femenil profesional con el equipo REINAS S.U.E.U.M. Además en ocasiones es utilizado para prácticas deportivas no profesionales, pues está abierto a todo público.
- Datos: Q3058825
- Multimedia: Estadio Venustiano Carranza / Q3058825